# Universidad de Ciencias Aplicadas de Burgenland
La Universidad de Ciencias Aplicadas de Burgenland (en alemán, Fachhochschule Burgenland, también: FH Burgenland) es una universidad pública de ciencias aplicadas ubicada en la ciudad de Eisenstadt, Austria que fue fundada en 1994. 

## Estructura
La enseñanza se lleva a cabo en cinco facultades:
- Facultad de Economía (con especial atención a Europa central y oriental)
- Facultad de Tecnología de la información y gestión de la información
- Facultad de Gestión de la energía y el medio ambiente
- Facultad de Trabajo y Práctica Social
- Facultad de Ciencias de la Salud

Además de la enseñanza académica, se lleva a cabo la investigación aplicada y el desarrollo científico. 
Desde 2013, la Universidad de Ciencias Aplicadas de Burgenland ofrece grados universitarios y posgrados, enseñanza presencial y a distancia a través de su instituto adscrito AIM - Austrian Institute of Management (Escuela de negocios). Más de 7.000 graduados en buenos puestos y una tasa de empleo de alrededor del 98% demuestran la alta calidad de la educación en la propia Escuela de negocios. 
En 2019, el catedrático e ingeniero industrial Gernot Hanreich fue reelegido para su tercer mandato como rector por otros cuatro años.

## Oferta académica
Grados
- Relaciones comerciales e internacionales (a tiempo completo y a tiempo parcial)
- Información, Medios y Comunicación (a tiempo completo y a tiempo parcial)
- Gestión de la infraestructura de la tecnología de la información (a tiempo completo y a tiempo parcial)
- Trabajo social (a tiempo completo)
- Gestión de la energía y el medio ambiente (a tiempo completo y a tiempo parcial)
- Tecnología de la Construcción y Automatización de Edificios (a tiempo completo y parcial)
- Gestión de la salud y promoción de la salud (a tiempo completo)
- Fisioterapia (a tiempo completo)
- Atención médica y enfermería (a tiempo completo)

Másteres
- Administración de Empresas - MBA (a tiempo parcial y a distancia a través de AIM)
- Comercialización internacional de vinos (a tiempo parcial)
- Relaciones económicas internacionales (a tiempo parcial)
- Estudios Europeos - Gestión de proyectos de la UE (a tiempo parcial)
- Gestión de recursos humanos y derecho laboral (a tiempo parcial)
- Gestión del conocimiento aplicado (a tiempo parcial)
- Psicología Empresarial (a tiempo parcial y a distancia a través de AIM)
- Ingeniería y gestión de procesos empresariales (a tiempo parcial)
- Información, Medios y Comunicación (a tiempo parcial)
- Ingeniería de computación en la nube (a tiempo parcial)
- Tecnología de construcción y gestión de instalaciones (a tiempo parcial)
- Sistemas de energía sostenible (a tiempo parcial)
- Gestión de la energía y el medio ambiente (a tiempo parcial)
- Gestión de la sostenibilidad y derecho ambiental (a tiempo parcial, a partir del semestre de invierno de 2016)
- Promoción de la salud e investigación en materia de salud (a tiempo parcial)
- Fisioterapia (a tiempo parcial y a distancia a través de AIM)
- Gestión de la salud y atención integrada (a tiempo parcial)

Doctorado
- Doctorado Europeo en Relaciones Económicas Internacionales (PhD in International Economic Relations and Management) en cooperación con las universidades de Bratislava (Eslovaquia), Pula (Croacia) y Sopron (Hungría).[1]

## Universidades asociadas en España
- Universidad de Málaga
- Universidad de Salamanca
- Universidad de Murcia
- Universidad de Alicante